# Sucha Beskidzka

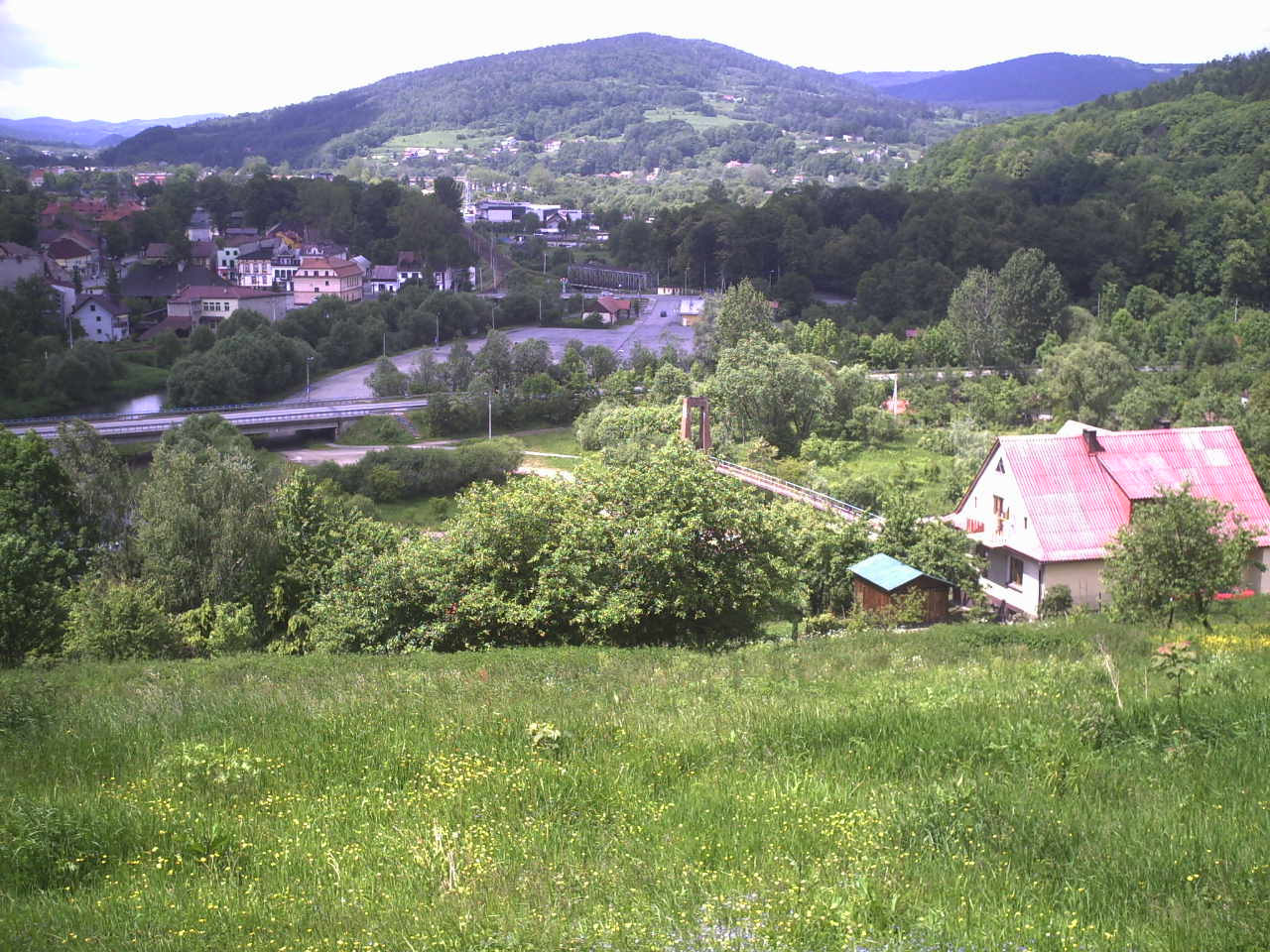
Ortsansicht

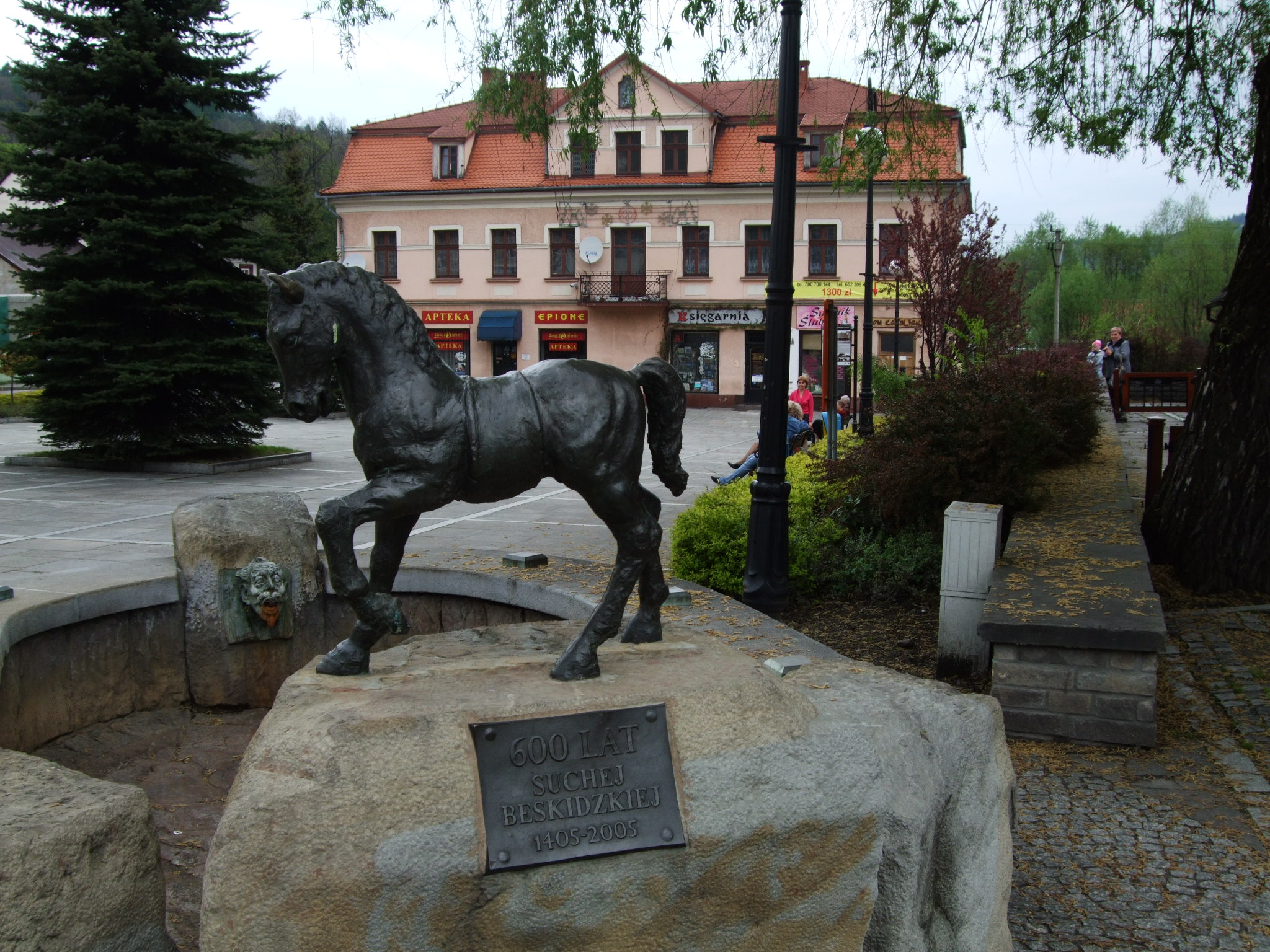
Marktplatz

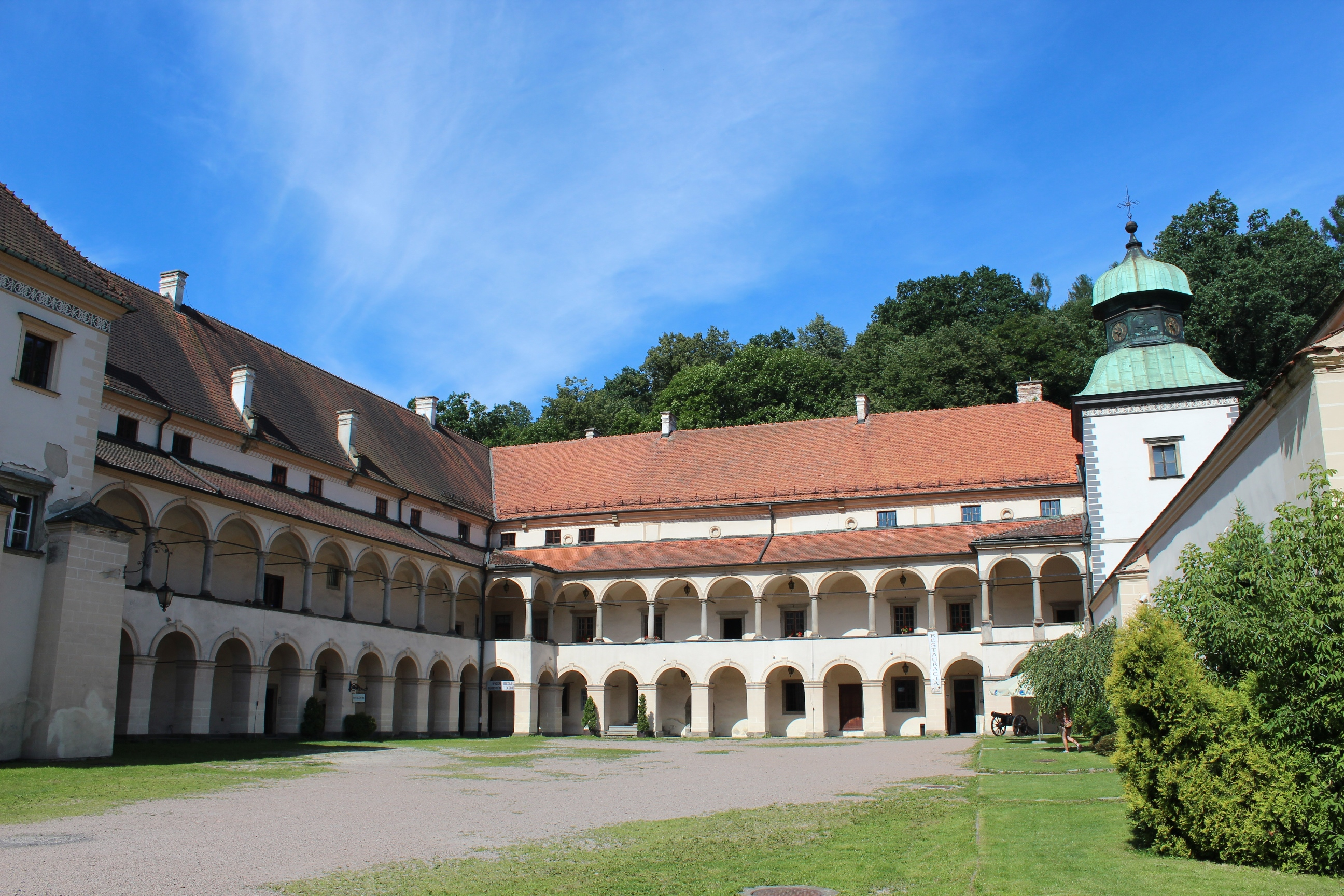
Schloss Sucha

Sucha Beskidzka ['suxa bɛs'ciʦka] (bis 1965 nur Sucha) ist eine Kleinstadt und Sitz des Kreises Sucha in der Woiwodschaft Kleinpolen, Polen.

## Geographie
Sucha Beskidzka ist 44 km südwestlich von Krakau und 39 km östlich von Bielsko-Biała am Fuße der Makower Beskiden am Fluss Skawa gelegen.
Die Stadt hat eine Flächenausdehnung von 27,46 km². 44 % des Gemeindegebiets werden landwirtschaftlich genutzt, 43 % sind mit Wald bedeckt.

## Geschichte
Zu Beginn des 15. Jahrhunderts begann Johann III. von Auschwitz, die Besiedlung der Beskiden zu fördern. In der ersten schriftlichen Erwähnung von Sucha Beskidzka aus dem Jahr 1405 wird einem Mann namens Strzala die Ansiedlung erlaubt.
Vermutlich Ende des 15. Jahrhunderts ging das Dorf an die Familie Słupski. 1554 verkauft Stanisław Słupski es an Gaspare Castiglione (später: Kasper Suski), einem Goldschmied aus Florenz, dem am Krakauer Königshof der Aufstieg in den Adelsstand gelungen war. Castiglione ließ von 1554 bis 1580 das Renaissance-Schloss Sucha bauen, welches von 1608 bis 1944 Sitz des Landes Sucha war.
1772 wurden bei der ersten Teilung Polens die Region Galizien und mit ihr Sucha Beskidzka der Habsburgermonarchie zugeschlagen und 1804 dem Kaisertum Österreich angegliedert.
Zwischen 1870 und 1900 wuchs die Zahl der Einwohner von 2.280 auf 4.214, auch in Folge des Anschlusses an die Galizische Transversalbahn, für die sie ein wichtiger Knotenpunkt war.
1896 erhielt Sucha Beskidzka das Stadtrecht.
Am 3. September 1939 besetzte die deutsche Wehrmacht die Stadt. Gegen Ende desselben Jahres erfolgte die Annexion durch das Dritte Reich, ab 1941 bis Kriegsende war sie dem Distrikt Galizien zugeordnet.
Seit 1963 führt die Stadt Sucha den Zusatz „Beskidzka“ (zu deutsch: Beskidisch bzw. in den Beskiden gelegen) im Namen.
Von 1956 bis 1975 war die Stadt Sitz des Powiat Suski. Im Zuge einer Verwaltungsreform 1975 kam Sucha Beskidzka bis 1998 zur Woiwodschaft Bielsko-Biała und verlor den Status als Kreisstadt. Diesen erhielt sie am 1. Januar 1999 zurück.

### Wappen
Das Wappen zeigt ein sogenanntes Starykoń mit goldenen Hufen auf grün-roten Hintergrund.

## Infrastruktur
Im Jahr 1894 wurde Sucha durch die Galizische Transversalbahn erschlossen.

## Persönlichkeiten
- Władysław Tarnowski (1836–1878), Pianist, Schriftsteller
- Walery Goetel (1889–1972), Geologe, in der Akademie der Wissenschaft
- Ferdynand Goetel (1890–1960), Schriftsteller
- Billy Wilder (1906–2002), Drehbuchautor, Filmregisseur und Filmproduzent
- Andrzej Szczepkowski (1923–1997), Schauspieler
- Kazimierz Jancarz (1947–1993), Priester
- Natalia Leśniak (* 1991), Olympiateilnehmerin im Bogenschießen
- Michał Mak (* 1991), Fußballspieler
- Anna Twardosz (* 2001), Skispringerin

## Städtepartnerschaften
- Jászberény
- Frombork
- Ceriale